# Gemischte Mannschaft
Eine gemischte Mannschaft ist eine Sportmannschaft die aus Athleten unterschiedlicher Länder gebildet wird. Während der Sportgeschichte kam es aus den verschiedensten Gründen immer wieder zur Bildung gemischter Mannschaften.

## Bei Olympischen Spielen
Bei den Olympischen Spielen von Athen 1896, Paris 1900 und Saint Louis 1904 spielte das Konzept von nationalen Mannschaften noch keine bestimmende Rolle und so sind in folgenden Mannschaftswettbewerben gemischte Mannschaften angetreten:
Olympische Sommerspiele 1896 in Athen
- Tennis-Doppel (u. a. der Ire John Pius Boland mit dem Deutschen Friedrich Adolf Traun)

Olympische Sommerspiele 1900 in Paris
- Leichtathletik-Mannschaftslaufen (u. a. mit einem britisch-australischen Team)
- Tauziehen (u. a. mit einem schwedisch-dänischen Team)
- Segeln (u. a. mit einem französisch-englischen Team)
- Tennis-Doppel

Olympische Sommerspiele 1904 in Saint Louis
- Florett-Mannschaft (u. a. mit einem US-amerikanisch-kubanischen Team)
- Turnen-Mannschaft (u. a. mit einem US-amerikanisch-österreichischen Team)
- Tauziehen mit einem US-amerikanisch-deutschen Team

Olympische Zwischenspiele 1906 in Athen
- Zweier mit Steuermann (griechisch-belgisches Team)

### Gesamtdeutsche Mannschaft
In der Entwicklung Nachkriegsdeutschlands kam es während der Olympischen Winterspiele 1956, 1960 und 1964 sowie der Olympischen Sommerspiele 1956, 1960 und 1964 zur Teilnahme einer gemischten Mannschaft aus Sportlern der BRD und der DDR.

### Vereintes Team
Das Vereinte Team war 1992 der Name der gemeinsamen Mannschaft der Länder der GUS sowie Georgiens bei den Olympischen Winterspielen in Albertville und den Sommerspielen in Barcelona.

### Olympische Jugendspiele
Seit den Jugend-Sommerspielen 2010 wird in mehreren Wettkämpfen zusätzlich zu den Einzelwettbewerben ein gemischter, internationalen Teamwettbewerb ausgetragen. Dafür wird ein Team aus verschiedenen Ländern und beiden Geschlechtern zusammengestellt. Anfangs waren diese noch nach Kontinenten gewählt, inzwischen treten allerdings kontinentübergreifende Teams an.

## Rugby Union
Im Rugby Union existieren einige Nationalmannschaften, die mehrere Länder repräsentieren. Die British and Irish Lions (England, Schottland, Wales und Irland) und die Pacific Islanders (Fidschi, Samoa und Tonga) bestreiten zwar größtenteils nur Freundschaftsspiele, aber die Irische Rugby-Union-Nationalmannschaft, die sowohl Irland als auch Nordirland vertritt, nimmt auch an wichtigen Turnieren wie der Weltmeisterschaft und den Six Nations teil.

## Cricket
Beim Cricket tritt die gemischte Mannschaft der West Indies in Länderspielen wie Test Matches oder One-Day Internationals an. Genauso wie beim Rugby ist auch im Cricket „Irland“ immer eine gesamtirische Mannschaft.

## Flaggen gemischter Mannschaften

Olympiaflagge der gesamtdeutschen Mannschaft
Olympiaflagge des Vereinten Teams 1992
Flagge der irischen Rugby-Union-Nationalmannschaft